# Aiace (nome)
Aiace  è un nome proprio di persona italiano maschile.

## Varianti
- Maschili: Ajace[5]

### Varianti in altre lingue
- Catalano: Ajax
- Croato: Ajant
- Francese: Ajax
- Galiziano: Áiax
- Greco antico: Αιας (Aias)[4][6][7][8]
- Greco moderno: Αίας (Aias)
- Inglese: Ajax[8]
- Latino: Ajax[6][7][8], Aiax[1][4]
- Lituano: Ajaksas
- Olandese: Ajax[9]
- Polacco: Ajaks
- Portoghese: Ájax
- Rumeno: Aiax
- Russo: Аякс (Ajaks)
- Serbo: Ајант (Ajant)
- Sloveno: Ajant
- Spagnolo: Áyax
- Tedesco: Aias
- Ucraino: Аякс (Ajaks)
- Ungherese: Aiasz

## Origine e diffusione

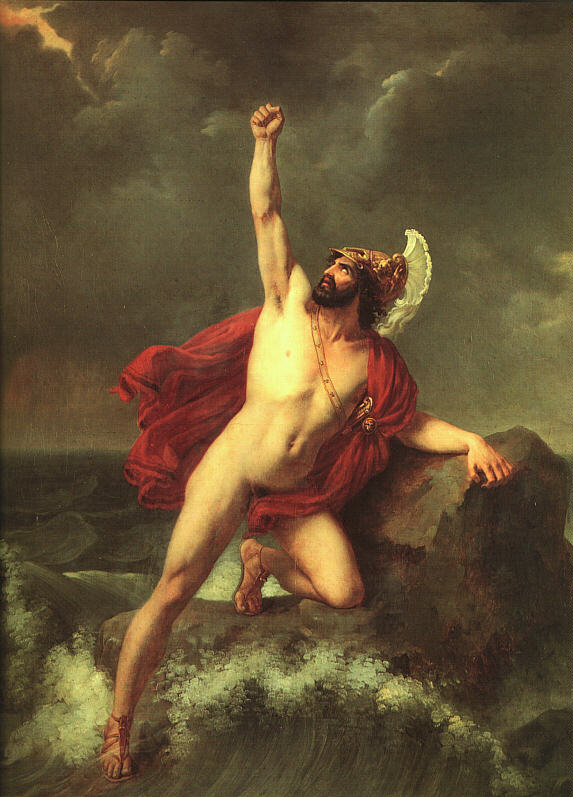
Aiace Oileo, di Henri Serrur

Deriva dal greco antico Αιας (Aias), poi latinizzato in Aiax o Ajax, dall'etimologia dubbia: potrebbe derivare da αιαστης (aiastes, "dolente", "che piange [qualcuno]"), oppure da αἶα (aîa, una forma omerica di γαῖα, gaîa, "terra"), o ancora da αἰόλος (aiòlos, "agile", "veloce", da cui il nome Eolo).
È un nome classico, di tradizione letteraria; è portato infatti da due eroi dell'Iliade di Omero, Aiace Telamonio (protagonista anche della tragedia omonima di Sofocle) e Aiace Oileo.
In italiano è poco usato, attestandosi con una certa frequenza solo in Toscana e sparso, per il resto, nel Centro-Nord. In inglese è entrato nell'uso comune a partire dal XVII secolo; in precedenza, durante l'età elisabettiana, era diffuso un volgare gioco di parole che comparava il nome all'espressione a jakes, "una latrina".

## Onomastico
È un nome adespota, ovvero che non ha santo patrono: l'onomastico può essere festeggiato il 1º novembre, ricorrenza di Ognissanti.

## Persone
- Aiace Parolin, direttore della fotografia italiano
- Aiace Pico, condottiero italiano

## Il nome nelle arti
- Aiace è una tragedia di Sofocle rappresentata per la prima volta intorno al 445 a.C.
- Aiace è una tragedia di Ugo Foscolo composta tra il 1810 e il 1811.
- Ajax Petropolus è un personaggio della serie televisiva Mercoledì.